# Hrere
Hrere o Herere (ḥrr.t, "flor") va ser una dona noble egípcia de finals de la XX dinastia i principis de la XXI. Tot i que en vida devia ser una persona influent, no es coneixen amb certesa les seves relacions familiars. Els noms dels seus pares no ens han arribat i la identitat del seu marit és discutible. Sovint se la considera l'esposa o l'àvia del Summe Sacerdot de Tebes, Piankh, però també s'ha suggerit que podria haver estat l'esposa del Summe Sacerdot Amenhotep.
El lloc exacte d'Hrere dins la família dels summes sacerdots tebans depèn bàsicament de dos factors, cap dels quals no s'ha resolt encara: la identitat de la seva filla Nodjmet i l'ordre relatiu d'Herihor i Piankh en ocupar el càrrec de Summe Sacerdot.

## La seva relació amb Nodjmet
L'única cosa que es pot establir sense cap mena de dubte és que era la mare de Nodjmet, la mòmia i el vestit funerari de la qual es van trobar a l'amagatall reial prop de Deir el Bahari. Amb la mòmia de Nodjmet s'hi van trobar dos Llibres dels Morts. Un d'ells, el Papyrus BM 10490, avui al Museu Britànic, pertanyia a "la mare del rei Nodjmet, la filla de la mare del rei Hrere". Mentre que el nom de Nodjmet estava escrit en un cartutx, el nom de Hrere no. Com que aquesta Nodjmet és vista principalment com l'esposa del Summe sacerdot Herihor, que també tenia títols reials, el títol de Hrere s'interpreta sovint com el de "sogra del rei", encara que el seu títol "qui va tenir el toro fort" suggereix que en realitat devia haver donat a llum un rei.
| F18 · Y1 | rw · Z1 | rw · Z1 | B1 | M2 |

| F18 · Y1 | rw · Z1 | rw · Z1 | B1 | M2 |

No obstant això, recentment, s'ha qüestionat l'opinió comuna que només hi havia una reina Nodjmet i s'ha recuperat l'antiga opinió que la mòmia trobada a l'amagatall reial era la de la mare d'Herihor en lloc de la seva dona. Tot i que és indiscutible que Herihor hagués tingut una reina anomenada Nodjmet (això ja va ser reconegut per Champollion), Édouard Naville va postular el 1878 que Herihor devia tenir una mare anomenada Nodjmet, a partir del Papir BM 10541, l'altre Llibre dels Morts trobat amb la seva mòmia. De fet, és remarcable que, tot i que Herihor figura al P. BM 10541, Nodjmet en cap dels seus dos Llibres dels morts no hi aparegui com a "esposa del rei". Tot l'accent està en la seva posició com a "mare del rei", com si aquest fos el seu únic títol rellevant amb relació a Herihor. La família governant del període de transició de la dinastia XX a la XXI és coneguda per la repetitivitat dels noms, per la qual cosa Herihor podria haver tingut una dona i una mare homònimes. Si la Nodjmet de l'amagatall reial era realment la mare d'Herihor, es dedueix que Hrere devia ser l'àvia d'Herihor més que no pas la seva sogra. En aquest cas podria haver estat l'esposa del Summe Sacerdot Amenhotep. El debat sobre el tema encara continua.

## Les darreres cartes remèssides
Una de les "Cartes Ramèssides tardanes", la carta núm. 2, escrita per l'Escriba de la Necròpolis Dhutmose, esmenta que Hrere es trobava a Elefantina durant una expedició militar de Piankh. Com que això semblava implicar que Piankh hagués dut la seva àvia a la primera part d'una campanya perillosa, M. Bierbrier va suggerir que, a part d'una Hrere A (la mare de Nodjmet), podria haver-hi hagut també una Hrere B (la filla de Nodjmet i esposa de Piankh).
La necessitat de trobar una segona Hrere va deixar d'existir quan Karl Jansen-Winkeln va proposar de posar el pontificat de Piankh abans que el d'Herihor. En el seu model només hi havia una Hrere, que era alhora la dona de Piankh i la sogra d'Herihor. El seu títol "qui va tenir el toro fort" es relacionaria amb el fet de ser la mare del Summe Sacerdot Pinedjem, que es creu que va acabar adquirint un estatus semi-reial.